# فهرست مدیران باشگاه فوتبال سپاهان اصفهان
این صفحه شامل فهرستی از مدیران باشگاه فرهنگی ورزشی فولاد مبارکه سپاهان از ابتدای تاسیس آن در سال ۱۳۳۲ تاکنون است.

## پیشینه
این باشگاه در اواخر مهر ماه سال ۱۳۳۲ توسط محمود حریری بازیکن تیم ملی فوتبال ایران و شاهین تهران تأسیس شد.
ابتدا نام باشگاه «شاهین» انتخاب شد چون شعبه‌ای از باشگاه فوتبال شاهین تهران بود و با الگوبرداری از این باشگاه بنیان‌گذاری شده بود.در تیر ماه سال ۱۳۴۶ باشگاه شاهین تهران منحل شد و شاهین اصفهان برای جلوگیری از انحلال مجبور به تغییر نام شد و نام «سپاهان» را که از نام‌های قدیمی شهر اصفهان بود برگزید.در سال ۱۳۶۱ در جریان جنگ ایران و عراق، محمود حریری امتیاز باشگاه سپاهان را به مسعود تابش واگذار کرد.
 در دههٔ ۱۳۶۰ زیر سایهٔ تیم تازه ظهور کردهٔ تام اصفهان بودند و در این مدت مسعود تابش رهبری تیم را به عهده داشت.فعالیت‌های فرهنگی، ورزشی باشگاه تا اواخر سال ۱۳۷۱ ادامه داشت تا اینکه به دلیل شرایط اقتصادی به‌وجود آمده و با در نظر گرفتن مصالح باشگاه که در اصل بر حفظ نام سپاهان بود، از اوایل سال ۱۳۷۲ این باشگاه تحت حمایت و مدیریت کارخانه سیمان سپاهان قرار گرفت و با نام باشگاه فرهنگی ورزشی «سیمان سپاهان» به فعالیت خود ادامه داد. در این سال‌ها کارخانه سیمان سپاهان حمایت مالی از تیم را به عهده گرفت و تا سال ۱۳۷۹ این حمایت ادامه یافت. تغییر شرایط اقتصادی کشور و عرضه شدن سهام کارخانه سیمان سپاهان در بورس سهام و عدم تمایل سهام‌داران جدید این کارخانه به باشگاه‌داری سبب گردید تا در تابستان سال ۱۳۷۹ امتیاز باشگاه به مجتمع فولاد مبارکه واگذار گردد و نام باشگاه به «فولاد مبارکه سپاهان» تغییر کرد.

سپاهان به پشتوانهٔ مالی محکم و استوار شرکت فولاد مبارکه اصفهان در ایران به عنوان باشگاهی با ثبات، ساختار حرفه‌ای، سازماندهی مناسب، منظم و اصولی شناخته می‌شود.

## فهرست
راهنما
- نشان‌گر آن است که سرپرست موقت بود و مدیرعامل نشد.
- در بخش افتخارات تنها جام‌های رسمی کسب شده در دوران مدیریت هر مدیرعامل ذکر شده‌اند.

| فهرست مدیران باشگاه فوتبال سپاهان اصفهان | فهرست مدیران باشگاه فوتبال سپاهان اصفهان | فهرست مدیران باشگاه فوتبال سپاهان اصفهان | فهرست مدیران باشگاه فوتبال سپاهان اصفهان | فهرست مدیران باشگاه فوتبال سپاهان اصفهان                                                                | فهرست مدیران باشگاه فوتبال سپاهان اصفهان |
| #                                        | نام                                      | از                                       | تا                                       | افتخارات                                                                                                | مالک                                     |
| ---------------------------------------- | ---------------------------------------- | ---------------------------------------- | ---------------------------------------- | --- | ---------------------------------------- |
| ۱                                        | محمود حریری                              | ۱۳۳۲                                     | ۱۳۶۱                                     | | محمود حریری                              |
| ۲                                        | مسعود تابش                               | ۱۳۶۱                                     | ۱۳۷۲                                     | | مسعود تابش                               |
| ۳                                        | مهدی تاج                                 | ۱۳۷۲                                     | ۱۳۷۷                                     | | شرکت سیمان سپاهان                        |
| ۴                                        | هاشم رضایی                               | ۱۳۷۷                                     | ۱۳۷۹                                     | | شرکت سیمان سپاهان                        |
| ۵                                        | ابراهیم خلیلی                            | ۱۳۷۹                                     | ۱۳۸۰                                     | | شرکت فولاد مبارکه اصفهان                 |
| ۶                                        | فرود احمدی                               | ۱۳۸۰                                     | ۱۳۸۱                                     | | شرکت فولاد مبارکه اصفهان                 |
| ۷                                        | محمدرضا ساکت                             | مرداد ۱۳۸۱                               | مرداد ۱۳۹۰                               | - لیگ برتر فوتبال ایران : ۸۲–۱۳۸۱، ۸۹–۱۳۸۸، ۹۰–۱۳۸۹ - جام حذفی فوتبال ایران : ۸۳–۱۳۸۲، ۸۵–۱۳۸۴، ۸۶–۱۳۸۵ | شرکت فولاد مبارکه اصفهان                 |
| ۸                                        | علیرضا رحیمی                             | مرداد ۱۳۹۰                               | شهریور ۱۳۹۲                              | - لیگ برتر فوتبال ایران : ۹۱–۱۳۹۰ - جام حذفی فوتبال ایران : ۹۲–۱۳۹۱                                     | شرکت فولاد مبارکه اصفهان                 |
| ۱۰                                       | محمد ترابیان                             | شهریور ۱۳۹۲                              | مهر ۱۳۹۲                                 | | شرکت فولاد مبارکه اصفهان                 |
| ۱۰                                       | محمد ترابیان                             | مهر ۱۳۹۲                                 | بهمن ۱۳۹۲                                | | شرکت فولاد مبارکه اصفهان                 |
| ۱۱                                       | مهرزاد خلیلیان                           | بهمن ۱۳۹۲                                | مرداد ۱۳۹۴                               | - لیگ برتر فوتبال ایران : ۹۴–۱۳۹۳                                                                       | شرکت فولاد مبارکه اصفهان                 |
| ۱۲                                       | اصغر باقریان                             | مرداد ۱۳۹۴                               | مهر ۱۳۹۵                                 | | شرکت فولاد مبارکه اصفهان                 |
| ۱۳                                       | محسن طاهری                               | مهر ۱۳۹۵                                 | دی ۱۳۹۶                                  | | شرکت فولاد مبارکه اصفهان                 |
| ۱۴                                       | مسعود تابش                               | اردیبهشت ۱۳۹۷                            | دی ۱۳۹۶                                  | | شرکت فولاد مبارکه اصفهان                 |
| ۱۴                                       | مسعود تابش                               | اردیبهشت ۱۳۹۷                            | اسفند ۱۳۹۸                               | | شرکت فولاد مبارکه اصفهان                 |
| _                                        | منوچهر نیکفر                             | اسفند ۱۳۹۸                               | شهریور ۱۳۹۹                              | | شرکت فولاد مبارکه اصفهان                 |
| ۱۵                                       | محمدرضا ساکت                             | شهریور ۱۳۹۹                              | آذر ۱۴۰۲                                 | | شرکت فولاد مبارکه اصفهان                 |
| _                                        | منوچهر نیکفر                             | آذر ۱۴۰۲                                 | اردیبهشت ۱۴۰۳                            | | شرکت فولاد مبارکه اصفهان                 |
| ۱۶                                       | مهدی آذربایجانی                          | اردیبهشت ۱۴۰۳                            | مهر ۱۴۰۳                                 | - جام حذفی فوتبال ایران : ۰۳_۱۴۰۲                                                                       | شرکت فولاد مبارکه اصفهان                 |
| ۱۷                                       | احمد یوسف‌زاده                            | مهر ۱۴۰۳                                 | متصدی                                    | | شرکت فولاد مبارکه اصفهان                 |